# Things We Did Last Summer
Things We Did Last Summer (Cose che abbiamo fatto la scorsa estate), è un cortometraggio televisivo di circa 50 minuti del 1978 e diretto da Gary Weis. La pellicola fu girata, prodotta e realizzata dal cast dello show TV Saturday Night Live, e ognuno degli attori rappresenta se stesso, eccetto John Belushi e Dan Aykroyd che, con la Blues Brothers Band cantano come Elwood e Jake Blues canzoni come Soul Man.

## Cast
- John Belushi: Jake Blues
- Dan Aykroyd: Elwood Blues
- Garrett Morris: Se stesso
- Bill Murray: Se stesso
- Laraine Newman: Se stessa
- Gilda Radner: Se stessa
- Lynne Allen: Se stessa
- Peter Asher: Se stesso
- Walter V. Bodlander: Se stesso (come Bodlander di Walter)
- Pierre Edelman: Se stesso
- Ben Masters: Se stesso
- Michael McManus: Se stesso
- Bernie Passeltiner: Se stesso
- Mackenzie Phillips: Se stessa
- Paul Reubens: Paul Oberon
- The Blues Brothers Band: Se stessi

## Dettagli
- Regia: Gary Weis
- Produzione: Charlotte Dreiman, Lorne Michaels (regista della Saturday Night Live) e Gary Weis
- Sceneggiatura: Michael O'Donoghue
- Soggetto: Don Novello
- Direttore di Fotografia: George Van Noy
- Fotografia: Baird Bryant e Joan Churchill
- Montaggio: Michal Goldman e Danny White